# FC Viktoria Köln/Saison 2022/23
Dieser Artikel beschreibt den Verlauf der Saison 2022/23 des FC Viktoria Köln. Der Klub trat in der Saison in der 3. Liga an. Dort belegte die Viktoria den 9. Platz. Im DFB-Pokal schied die Mannschaft in der ersten Runde gegen den FC Bayern München aus, den Bitburger-Pokal konnte man zum dritten Mal in Folge gewinnen.

## Personalien

### Kader 2022/23
- Stand: 27. März 2023[1]

| Nr.        | Nat.                           | Name                        | Geburtstag    | im Verein seit | letzter Verein         |     |
| Tor        | Tor                            | Tor                         | Tor           | Tor            | Tor                    | Tor |
| ---------- | ------------------------------ | --------------------------- | ------------- | -------------- | ---------------------- | --- |
| 01         | Deutschland                    | Ben Voll                    | 9. Dez. 2000  | 2022           | Hansa Rostock          |     |
| 24         | Deutschland                    | Kevin Rauhut                | 30. Dez. 1989 | 2022           | SGV Freiberg           |     |
| 25         | Deutschland                    | Elias Bördner               | 18. Feb. 2002 | 2021           | Eintracht Frankfurt    |     |
| Abwehr     |                                |                             |               |                |                        |     |
| 02         | Deutschland                    | Lars Dietz                  | 7. Jan. 1997  | 2022           | Würzburger Kickers     |     |
| 03         | Deutschland                    | Michael Schultzab 18        | 30. Mai 1993  | 2023           | Eintracht Braunschweig |     |
| 05         | Deutschland                    | Daniel Buballa              | 11. Mai 1990  | 2021           | FC St. Pauli           |     |
| 15         | Deutschland                    | Christoph Greger            | 14. Jan. 1997 | 2021           | SpVgg Unterhaching     |     |
| 17         | Deutschland                    | Florian Heister             | 2. März 1997  | 2021           | SSV Jahn Regensburg    |     |
| 20         | Deutschland                    | Jamil Siebert               | 2. Apr. 2002  | 2022           | Fortuna Düsseldorf     |     |
| 28         | Deutschland                    | Patrick Koronkiewicz        | 13. März 1991 | 2014           | Sportfreunde Siegen    |     |
| 29         | Deutschland Ghana              | Kaden Amaniampong U19 ab 25 | 26. Mai 2004  | 2022           | 1. FC Köln U19         |     |
| 36         | Deutschland Turkei             | İlhan Altuntaş1–18          | 6. Jan. 2003  | 2019           | SC Fortuna Köln Jugend |     |
| 37         | Deutschland                    | Niklas May                  | 10. Apr. 2002 | 2019           | RB Leipzig U17         |     |
| 39         | Deutschland                    | David Kubatta               | 29. Okt. 2003 | 2021           | FC Hennef 05 U19       |     |
| Mittelfeld |                                |                             |               |                |                        |     |
| 04         | Deutschland                    | Jeremias Lorch              | 2. Dez. 1995  | 2020           | SV Wehen Wiesbaden     |     |
| 06         | Deutschland                    | Patrick Sontheimer          | 3. Juli 1998  | 2021           | Würzburger Kickers     |     |
| 07         | Deutschland                    | Simon Handle                | 25. Jan. 1993 | 2017           | SV Elversberg          |     |
| 08         | Deutschland                    | Mike Wunderlichab 18        | 25. März 1986 | 2023           | 1. FC Kaiserslautern   |     |
| 11         | Deutschland Spanien            | Federico Palacios           | 9. Apr. 1995  | 2021           | SSV Jahn Regensburg    |     |
| 16         | Deutschland                    | Florian Engelhardt1–18      | 16. Juni 2003 | 2021           | SC Fortuna Köln U19    |     |
| 21         | Deutschland                    | Ben Klefisch1–20            | 2. Juni 2003  | 2022           | RB Leipzig             |     |
| 23         | Deutschland                    | Moritz Fritz                | 15. Juli 1993 | 2019           | SC Fortuna Köln        |     |
| 26         | Deutschland                    | Hamza Saghiri               | 18. Feb. 1997 | 2022           | SV Waldhof Mannheim    |     |
| 27         | Deutschland Irak               | Youssef Amyn1–5             | 21. Aug. 2003 | 2020           | Borussia Dortmund U17  |     |
| 31         | Deutschland                    | Marcel Risse                | 17. Dez. 1989 | 2020           | 1. FC Köln             |     |
| 34         | Deutschland                    | Benjamin Hemcke1–17         | 14. Feb. 2003 | 2017           | FV Wiehl               |     |
| 35         | Deutschland                    | Ben Hompesch1–6             | 24. Apr. 2003 | 2021           | 1. FC Köln U19         |     |
| Sturm      |                                |                             |               |                |                        |     |
| 09         | Deutschland Brasilien          | André Becker                | 26. Juli 1996 | 2022           | SSV Jahn Regensburg    |     |
| 10         | Deutschland                    | David Philipp               | 10. Apr. 2000 | 2021           | Werder Bremen II       |     |
| 13         | Deutschland                    | Luca de Meester U19         | 26. Jan. 2004 | 2021           | 1. FC Köln U17         |     |
| 14         | Deutschland                    | Robin Meißner               | 8. Okt. 1999  | 2022           | Hamburger SV           |     |
| 18         | Deutschland Vereinigte Staaten | Kevin Lankford              | 16. Nov. 1998 | 2022           | SV Wehen Wiesbaden     |     |
| 19         | Deutschland                    | Simon Stehle                | 17. Sep. 2001 | 2022           | 1. FC Kaiserslautern   |     |
| 30         | Deutschland Italien            | Luca Marseiler              | 18. Feb. 1997 | 2021           | SC Paderborn 07        |     |
| 38         | Korea Sud                      | Seok-ju Hong                | 7. Mai 2003   | 2021           | SV Deutz 05 U19        |     |

### Transfers der Saison 2022/23
Stand: 18. Januar 2023
| Zugänge         | Zugänge                |
| Spieler         | Abgebender Verein      |
| Sommer 2022     | Sommer 2022            |
| --------------- | ---------------------- |
| André Becker    | SSV Jahn Regensburg    |
| Lars Dietz      | Würzburger Kickers     |
| Ben Klefisch    | RB Leipzig (Leihe)     |
| Kevin Lankford  | SV Wehen Wiesbaden     |
| Robin Meißner   | Hamburger SV (Leihe)   |
| Hamza Saghiri   | SV Waldhof Mannheim    |
| Simon Stehle    | Hannover 96 (Leihe)    |
| Ben Voll        | Hansa Rostock          |
| Winter 2022/23  |                        |
| Michael Schultz | Eintracht Braunschweig |
| Mike Wunderlich | 1. FC Kaiserslautern   |

| Abgänge             | Abgänge                             |
| Spieler             | Aufnehmender Verein                 |
| Sommer 2022         | Sommer 2022                         |
| ------------------- | ----------------------------------- |
| Alexander Höck      | Werder Bremen II                    |
| Lenn Jastremski     | FC Bayern München II (Leihende)     |
| Kai Klefisch        | SC Paderborn 07                     |
| Oualid Mhamdi       | SpVgg Greuther Fürth                |
| Moritz Nicolas      | Borussia Mönchengladbach (Leihende) |
| Maximilian Rossmann | Kickers Offenbach                   |
| Tim Schirmer        | Bonner SC                           |
| Timmy Thiele        | Vertragsende; Ziel unbekannt        |
| Joel Vieting        | Berliner AK 07                      |
| Dario de Vita       | Alemannia Aachen                    |
| nach Saisonbeginn   |                                     |
| Youssef Amyn        | Feyenoord Rotterdam U21             |
| Ben Hompesch        | Bonner SC                           |
| Winter 2022/23      |                                     |
| İlhan Altuntaş      | FC Rot-Weiß Koblenz (Leihe)         |
| Florian Engelhardt  | FC Rot-Weiß Koblenz (Leihe)         |
| Benjamin Hemcke     | Alemannia Aachen (Leihe)            |
| Ben Klefisch        | RB Leipzig (Leihende)               |

### Sportliche Leitung und Vereinsführung
| Name                                | Funktion                     |
| Trainer- und Betreuerstab           |                              |
| Olaf Janßen                         | Cheftrainer                  |
| Markus Brzenska                     | Co-Trainer                   |
| Georg KochSpieltag 1–17             | Torwart-Trainer              |
| Alexander Badeab Spieltag 18        | Torwart-Trainer              |
| Marian Wilhelm                      | Übergangskoordinator         |
| Florian Braband                     | Athletik- und Rehatrainer    |
| Kenta Yoshida                       | Videoanalyst                 |
| Medizinische Abteilung              |                              |
| Achim Münster                       | Mannschaftsarzt              |
| Helmut Pottkämper                   | Mannschaftsarzt              |
| Oliver Pottkämper                   | Mannschaftsarzt              |
| Max Wittenberg                      | Mannschaftsarzt              |
| Marc Horlitz                        | Mannschaftsarzt Internist    |
| Eduard Gorr                         | Sportkardiologe              |
| Tim Kruse                           | Physiotherapeut              |
| Benjamin Srenk                      | Physiotherapeut              |
| Sportliche Leitung und Organisation |                              |
| Eric Bock                           | Geschäftsführer              |
| Axel Freisewinkel                   | Geschäftsführer              |
| Franz Wunderlich                    | Sport-Vorstand               |
| Stephan Küsters (ab Mai 2023)       | Sportlicher Leiter           |
| Marcus Steegmann (bis März 2023)    | Leiter Kaderplanung/Scouting |
| Timo Röttger (ab April 2023)        | Chefscout                    |
| Markus Lützler (bis September 2022) | Teammanager                  |
| Georg Koch (ab Oktober 2022)        | Teammanager                  |
| Präsidium/Vorstand                  |                              |
| Günter Pütz (bis 15. November 2022) | Präsident                    |
| Holger Kirsch                       | Vize-Präsident               |
| Willy Scheer                        | Vize-Präsident               |
| Franz Wunderlich                    | Vize-Präsident               |

## Spielkleidung
| Heim | Auswärts | Alternativ |

## Saison
Alle Ergebnisse aus Sicht von Viktoria Köln.

### 3. Liga
| ST | Datum              | Gegner               | Ort                                 | Ergebnis  | Tor(e) für Viktoria Köln                                                            |
| -- | ------------------ | -------------------- | ----------------------------------- | --------- | ----------------------------------------------------------------------------------- |
| 01 | 23. Juli 2022      | SV Waldhof Mannheim  | Carl-Benz-Stadion, Mannheim         | 1:3 (0:0) | 1:1 Amyn (73.)                                                                      |
| 02 | 06. August 2022    | SV Wehen Wiesbaden   | Sportpark Höhenberg, Köln           | 1:0 (0:0) | 1:0 Koronkiewicz (77.)                                                              |
| 03 | 09. August 2022    | Rot-Weiss Essen      | Stadion an der Hafenstraße, Essen   | 4:1 (2:0) | 1:0 Meißner (25.), 2:0 Risse (45+3.,FE), 3:0 Bastians (62., ET), 4:1 Handle (90+1.) |
| 04 | 13. August 2022    | Dynamo Dresden       | Sportpark Höhenberg, Köln           | 2:1 (2:1) | 1:1 Meißner (22.), 2:1 Meißner (43.)                                                |
| 05 | 20. August 2022    | SC Freiburg II       | Dreisamstadion, Freiburg            | 0:1 (0:1) |                                                                                     |
| 06 | 27. August 2022    | TSV 1860 München     | Sportpark Höhenberg, Köln           | 1:1 (1:0) | 1:0 Risse (24.,FE)                                                                  |
| 07 | 04. September 2022 | FSV Zwickau          | GGZ-Arena, Zwickau                  | 0:0 (0:0) |                                                                                     |
| 08 | 10. September 2022 | Hallescher FC        | Sportpark Höhenberg, Köln           | 2:2 (1:0) | 1:0 Handle (5.), 2:0 Koronkiewicz (66.,FE)                                          |
| 09 | 17. September 2022 | SV Meppen            | Hänsch-Arena, Meppen                | 2:2 (0:1) | 1:1 Koronkiewicz (56.), 2:2 Hong (90+1.)                                            |
| 10 | 02. Oktober 2022   | VfB Oldenburg        | Sportpark Höhenberg, Köln           | 1:2 (0:0) | 1:2 Meißner (80.,HE)                                                                |
| 11 | 07. Oktober 2022   | SC Verl              | Home Deluxe Arena, Paderborn        | 2:2 (0:0) | 1:1 Meißner (72.), 2:1 Becker (85.)                                                 |
| 12 | 15. Oktober 2022   | SV Elversberg        | Sportpark Höhenberg, Köln           | 0:2 (0:0) |                                                                                     |
| 13 | 22. Oktober 2022   | MSV Duisburg         | Schauinsland-Reisen-Arena, Duisburg | 1:1 (1:0) | 1:0 Siebert (30.)                                                                   |
| 14 | 30. Oktober 2022   | FC Ingolstadt 04     | Audi-Sportpark, Ingolstadt          | 3:1 (2:1) | 1:0 Becker (3.), 2:1 Handle (31.), 3:1 Philipp (68.)                                |
| 15 | 05. November 2022  | FC Erzgebirge Aue    | Sportpark Höhenberg, Köln           | 3:0 (0:0) | 1:0 Becker (73.), 2:0 Koronkiewicz (76.,HE), 3:0 Lankford (90+1.)                   |
| 16 | 08. November 2022  | Borussia Dortmund II | Stadion am Zoo, Wuppertal           | 2:0 (0:0) | 1:0 Stehle (84.), 2:0 Dams (87.,ET)                                                 |
| 17 | 13. November 2022  | SpVgg Bayreuth       | Sportpark Höhenberg, Köln           | 2:1 (0:1) | 1:1 Sontheimer (68.), 2:1 Stehle (69.)                                              |
| 18 | 14. Januar 2023    | VfL Osnabrück        | Bremer Brücke, Osnabrück            | 1:3 (1:2) | 1:2 Dietz (37.)                                                                     |
| 19 | 20. Januar 2023    | 1. FC Saarbrücken    | Sportpark Höhenberg, Köln           | 0:2 (0:1) |                                                                                     |
| 20 | 29. Januar 2023    | SV Waldhof Mannheim  | Sportpark Höhenberg, Köln           | 1:4 (0:2) | 1:3 Stehle (80.)                                                                    |
| 21 | 04. Februar 2023   | SV Wehen Wiesbaden   | Brita-Arena, Wiesbaden              | 1:1 (0:0) | 1:0 Stehle (46.)                                                                    |
| 22 | 13. Februar 2023   | Rot-Weiss Essen      | Sportpark Höhenberg, Köln           | 1:0 (0:0) | 1:0 Wunderlich (50.)                                                                |
| 23 | 18. Februar 2023   | Dynamo Dresden       | Rudolf-Harbig-Stadion, Dresden      | 1:1 (1:1) | 1:0 Meißner (12.)                                                                   |
| 24 | 27. Februar 2023   | SC Freiburg II       | Sportpark Höhenberg, Köln           | 0:3 (0:1) |                                                                                     |
| 25 | 04. März 2023      | TSV 1860 München     | Grünwalder Stadion, München         | 1:0 (1:0) | 1:0 Philipp (41.)                                                                   |
| 26 | 11. März 2023      | FSV Zwickau          | Sportpark Höhenberg, Köln           | 1:1 (0:1) | 1:1 Siebert (90+4.)                                                                 |
| 27 | 14. März 2023      | Hallescher FC        | Leuna-Chemie-Stadion, Halle         | 2:2 (0:0) | 1:1 Sontheimer (69.), 2:2 Becker (85.)                                              |
| 28 | 17. März 2023      | SV Meppen            | Sportpark Höhenberg, Köln           | 3:1 (1:1) | 1:1 Meißner (44.), 2:1 Meißner (82.), 3:1 Sontheimer (90+2.)                        |
| 29 | 25. März 2023      | VfB Oldenburg        | Marschweg-Stadion, Oldenburg        | 3:1 (2:0) | 1:0 Becker (18.), 2:0 Wunderlich (35.), 3:1 Risse (82.)                             |
| 30 | 01. April 2023     | SC Verl              | Sportpark Höhenberg, Köln           | 2:1 (0:1) | 1:1 Meißner (67.), 2:1 Marseiler (85.)                                              |
| 31 | 10. April 2023     | SV Elversberg        | URSAPHARM-Arena, Elversberg         | 2:3 (1:2) | 1:0 Meißner (2.), 2:3 Hong (90+4.)                                                  |
| 32 | 17. April 2023     | MSV Duisburg         | Sportpark Höhenberg, Köln           | 2:2 (2:2) | 1:2 Meißner (30.), 2:2 Mai (33.,ET)                                                 |
| 33 | 22. April 2023     | FC Ingolstadt 04     | Sportpark Höhenberg, Köln           | 3:1 (1:0) | 1:0 Meißner (8.), 2:1 Becker (78.), 3:1 Philipp (82.)                               |
| 34 | 29. April 2023     | FC Erzgebirge Aue    | Erzgebirgsstadion, Aue              | 1:1 (1:0) | 1:0 Handle (4.)                                                                     |
| 35 | 07. Mai 2023       | Borussia Dortmund II | Sportpark Höhenberg, Köln           | 1:1 (0:1) | 1:1 Wunderlich (71.)                                                                |
| 36 | 13. Mai 2023       | SpVgg Bayreuth       | Hans-Walter-Wild-Stadion, Bayreuth  | 4:1 (1:1) | 1:1 Marseiler (45+2.), 2:1 Becker (53.), 3:1 Becker (56.), 4:1 Wunderlich (75.)     |
| 37 | 20. Mai 2023       | VfL Osnabrück        | Sportpark Höhenberg, Köln           | 0:2 (0:0) |                                                                                     |
| 38 | 27. Mai 2023       | 1. FC Saarbrücken    | Ludwigsparkstadion, Saarbrücken     | 1:2 (1:2) | 1:1 Philipp (19.)                                                                   |

Legende: FE = Foulelfmeter; HE = Handelfmeter; ET = Eigentor

### DFB-Pokal
| Runde | Datum           | Gegner            | Ort                                  | Ergebnis  | Tor(e) für Viktoria Köln |
| ----- | --------------- | ----------------- | ------------------------------------ | --------- | ------------------------ |
| 1.    | 31. August 2022 | FC Bayern München | RheinEnergieSTADION Köln-Müngersdorf | 0:5 (0:2) |                          |

### Bitburger-Pokal
| Runde | Datum             | Gegner                 | Ort                                         | Ergebnis  | Tor(e) für Viktoria Köln                                                                     |
| ----- | ----------------- | ---------------------- | ------------------------------------------- | --------- | -------------------------------------------------------------------------------------------- |
| 1.    | 26. Oktober 2022  | FC Hennef 05           | Anton Klein Sportpark Hennef                | 3:0 (0:0) | 1:0 Becker (49.), 2:0 Philipp (56.), 3:0 Lankford (70.)                                      |
| AF    | 19. November 2022 | FC Pesch               | Helmut-Kusserow-Sportanlage Köln-Pesch      | 3:0 (0:0) | 1:0 Becker (51.), 2:0 Fritz (57.), 3:0 Becker (86.)                                          |
| VF    | 22. Februar 2023  | Alemannia Aachen       | Tivoli Aachen                               | 1:0 n. V. | 1:0 Siebert (95.)                                                                            |
| HF    | 22. März 2023     | SV Eintracht Hohkeppel | Achim Lammers Waldstadion Lindlar-Hohkeppel | 5:1 (0:0) | 1:0 Becker (46.), 2:0 Becker (48.), 3:0 Becker (51.), 4:1 Sontheimer (65.), 5:1 Becker (75.) |

#### Finale
| 1. FC Düren                                             | 1. FC Düren | FC Viktoria Köln | FC Viktoria Köln |
| ------------------------------------------------------- | --- | --- | ---------------- |
| 1. FC Düren                                             | \| 3. Juni 2023 um 14:15 Uhr in Köln (Sportpark Höhenberg) \| \| Ergebnis: 0:2 (0:2) \| \| Zuschauer: 3.559 \| \| Schiedsrichter: David-Markus Koj (Wegberg) \| \| Spielbericht \| | \| 3. Juni 2023 um 14:15 Uhr in Köln (Sportpark Höhenberg) \| \| Ergebnis: 0:2 (0:2) \| \| Zuschauer: 3.559 \| \| Schiedsrichter: David-Markus Koj (Wegberg) \| \| Spielbericht \| | FC Viktoria Köln |
| 1. FC Düren                                             | Patrick Bade – Marc Brašnić (68. Anas Bakhat) – Vincent Geimer (68. Markus Wipperfürth) – Kevin Goden – David Winke – Adis Omerbašić (78. Philipp Simon) – Mario Weber – Christian Clemens – Adam Matuschyk – Dennis Brock – Meik Kühnel (78. Yannik Schlößer) Cheftrainer: Boris Schommers | Ben Voll – Michael Schultz – Mike Wunderlich (71. Patrick Sontheimer) – André Becker (63. Seok-Ju Hong) – David Philipp (63. Robin Meißner) – Christoph Greger – Jamil Siebert – Moritz Fritz – Patrick Koronkiewicz – Luca Marseiler (63. Marcel Risse) – Niklas May Cheftrainer: Olaf Janßen | FC Viktoria Köln |
| 1. FC Düren                                             | 0:1 Becker (17.) 0:2 Marseiler (23.) | | FC Viktoria Köln |
| 1. FC Düren                                             | Goden (83.), Matuschyk (90.+3') | Risse (84.), Koronkiewicz (90.+3') | FC Viktoria Köln |
| 3. Juni 2023 um 14:15 Uhr in Köln (Sportpark Höhenberg) | | |                  |
| Ergebnis: 0:2 (0:2)                                     | | |                  |
| Zuschauer: 3.559                                        | | |                  |
| Schiedsrichter: David-Markus Koj (Wegberg)              | | |                  |
| Spielbericht                                            | | |                  |

### Freundschaftsspiele
Diese Tabelle führt die ausgetragenen Freundschaftsspiele auf.
| Datum              | Gegner                                        | Ort                                          | Ergebnis    | Tor(e) für Viktoria Köln |
| ------------------ | --------------------------------------------- | -------------------------------------------- | ----------- | --- |
| 17. Juni 2022      | TuS Königsdorf                                | Kurt-Bornhoff-Sportpark Frechen              | 4:0 (1:0)   | 1:0 Palacios (23.), 2:0 Lankford (48.), 3:0 Sontheimer (53.), 4:0 Lankford (61.) |
| 22. Juni 2022      | FC Zürich                                     | Sportanlage Rheinau St. Margrethen           | 1:3 (0:1)   | 1:2 de Meester (55.) |
| 25. Juni 2022      | SV Adler Dellbrück                            | Sportanlage Thurner Kamp Köln-Dellbrück      | 12:2 0(7:1) | 1:0 Eigentor (16.), 2:0 Sontheimer (23.), 3:1 Sontheimer (24.), 4:1 Amyn (27.), 5:1 Becker (34.), 6:1 Dietz (43.), 7:1 Sontheimer (44.), 8:1 Heister (50.), 9:1 Hong (55.), 10:1 Philipp (80.), 11:1 Lorch (83.), 12:2 Hong (89.) |
| 29. Juni 2022      | FC Remscheid                                  | Röntgen-Stadion Remscheid                    | 7:0 (2:0)   | 1:0 Marseiler (19.), 2:0 Becker (40.), 3:0 Philipp (59.), 4:0 Palacios (60.), 5:0 May (85.), 6:0 Hong (89.), 7:0 Palacios (90+1.)                                                                                                 |
| 02. Juli 2022      | Fortuna Sittard                               | Sportpark Op de Hooven Nederweert-Eind       | 3:2 (1:1)   | 1:1 Amyn (18.), 2:2 Koronkiewicz (74. Elfmeter), 3:2 Becker (80.) |
| 09. Juli 2022      | Fortuna Düsseldorf II apt RheinCup Halbfinale | Rheinstadion Monheim Monheim                 | 4:5 (n. E.) | |
| 09. Juli 2022      | 1. FC Monheim apt RheinCup Spiel um P3        | Rheinstadion Monheim Monheim                 | 2:0         | 1:0 Lankford, 2:0 Philipp |
| 13. Juli 2022      | Borussia Mönchengladbach                      | FohlenPlatz im Borussia-Park Mönchengladbach | 2:5 (0:1)   | 1:3 Sontheimer (65.), 2:4 Hompesch (83.) |
| 17. Juli 2022      | Asteras Tripolis                              | Sportpark Höhenberg Köln                     | 1:2 (1:1)   | 1:1 Philipp (38.) |
| 17. Juli 2022      | RSV Rath-Heumar                               | Sportpark Höhenberg Köln                     | 6:1 (3:1)   | 1:1 Palacios (20.), 2:1 B. Klefisch (33.), 3:1 Walther (35.), 4:1 Amyn (49.), 5:1 Walther (52.), 6:1 Palacios (61.) |
| 28. Juli 2022      | FC Rot-Weiß Koblenz                           | Stadion Oberwerth Koblenz                    | 2:0 (1:0)   | 1:0 Meißner (15.), 2:0 Palacios (52.) |
| 11. September 2022 | SC Paderborn 07                               | Trainings- und NLZ Platz 1 Paderborn         | 1:4 (1:2)   | 1:0 Hong (9.) |
| 25. November 2022  | Jong FC Utrecht                               |                                              | 4:1 (1:1)   | 1:1 Becker (42.), 2:1 Handle (68.), 3:1 May (86.), 4:1 Stehle (90.) |
| 09. Dezember 2022  | Karlsruher SC                                 | Sportpark Höhenberg Köln                     | 1:1 (1:0)   | 1:0 Siebert (7.) |
| 07. Januar 2023    | SV Elversberg                                 | Sportpark Höhenberg Köln                     | 5:3 (1:2)   | 1:2 Risse (44.), 2:3 Siebert (66.), 3:3 Stehle (75.), 4:3 Hong (102.), 5:3 Hong (113.) |

## Statistiken

### Teamstatistik
| Wettbewerb      | Punkte | Heim | Heim | Heim | Heim | Heim  | Auswärts | Auswärts | Auswärts | Auswärts | Auswärts | Total | Total | Total | Total | Total | Tordifferenz |
| Wettbewerb      | Punkte | Sp   | G    | U    | N    | TV    | Sp       | G        | U        | N        | TV       | Sp    | G     | U     | N     | TV    | Tordifferenz |
| --------------- | ------ | ---- | ---- | ---- | ---- | ----- | -------- | -------- | -------- | -------- | -------- | ----- | ----- | ----- | ----- | ----- | ------------ |
| 3. Liga         | 55     | 19   | 8    | 5    | 6    | 26:27 | 19       | 6        | 8        | 5        | 32:26    | 38    | 14    | 13    | 11    | 58:53 | 0+5          |
| DFB-Pokal       | -      | 01   | 0    | 0    | 1    | 0:5   | -        | -        | -        | -        | -        | 01    | 0     | 0     | 01    | 0:5   | 0−5          |
| Bitburger-Pokal | -      | -    | -    | -    | -    | -     | 05       | 5        | 0        | 0        | 14:1     | 05    | 05    | 0     | 0     | 14:1  | +13          |
| Total           |        | 20   | 8    | 5    | 7    | 26:32 | 24       | 11       | 8        | 5        | 46:27    | 44    | 19    | 13    | 12    | 72:59 | +13          |

### Saisonverlauf
| Spieltag | 1  | 2  | 3 | 4 | 5 | 6 | 7  | 8 | 9 | 10 | 11 | 12 | 13 | 14 | 15 | 16 | 17 | 18 | 19 | 20 | 21 | 22 | 23 | 24 | 25 | 26 | 27 | 28 | 29 | 30 | 31 | 32 | 33 | 34 | 35 | 36 | 37 | 38 |
| -------- | -- | -- | - | - | - | - | -- | - | - | -- | -- | -- | -- | -- | -- | -- | -- | -- | -- | -- | -- | -- | -- | -- | -- | -- | -- | -- | -- | -- | -- | -- | -- | -- | -- | -- | -- | -- |
| Spielort | A  | H  | A | H | A | H | A  | H | A | H  | A  | H  | A  | A  | H  | A  | H  | A  | H  | H  | A  | H  | A  | H  | A  | H  | A  | H  | A  | H  | A  | H  | H  | A  | H  | A  | H  | A  |
| Resultat | N  | S  | S | S | N | U | U  | U | U | N  | U  | N  | U  | S  | S  | S  | S  | N  | N  | N  | U  | S  | U  | N  | S  | U  | U  | S  | S  | S  | N  | U  | S  | U  | U  | S  | N  | N  |
| Platz    | 19 | 10 | 8 | 5 | 8 | 8 | 10 | 9 | 9 | 12 | 10 | 11 | 11 | 9  | 9  | 8  | 7  | 8  | 10 | 10 | 10 | 10 | 10 | 11 | 10 | 9  | 10 | 9  | 8  | 8  | 9  | 8  | 8  | 8  | 9  | 8  | 9  | 9  |

Legende: Spielort: H = Heim; A = Auswärts. Resultat: S = Sieg; U = Unentschieden; N = Niederlage

### Spielerstatistiken
| Spieler                 | 3. Liga  | 3. Liga | 3. Liga     | 3. Liga    | DFB-Pokal | DFB-Pokal | DFB-Pokal   | DFB-Pokal  | FVM-Pokal | FVM-Pokal | FVM-Pokal   | FVM-Pokal  | Total    | Total | Total       | Total      |
| Spieler                 | Einsätze | Tore    | Gelbe Karte | Rote Karte | Einsätze  | Tore      | Gelbe Karte | Rote Karte | Einsätze  | Tore      | Gelbe Karte | Rote Karte | Einsätze | Tore  | Gelbe Karte | Rote Karte |
| ----------------------- | -------- | ------- | ----------- | ---------- | --------- | --------- | ----------- | ---------- | --------- | --------- | ----------- | ---------- | -------- | ----- | ----------- | ---------- |
| İlhan Altuntaş1–18      | 0        | 0       | 0           | 0          | 0         | 0         | 0           | 0          | 1         | 0         | 0           | 0          | 1        | 0     | 0           | 0          |
| Kaden Amaniampong ab 25 | 0        | 0       | 0           | 0          | 0         | 0         | 0           | 0          | 0         | 0         | 0           | 0          | 0        | 0     | 0           | 0          |
| Youssef Amyn1–5         | 1        | 1       | 0           | 0          | 0         | 0         | 0           | 0          | 0         | 0         | 0           | 0          | 1        | 1     | 0           | 0          |
| André Becker            | 27       | 8       | 3           | 0          | 0         | 0         | 0           | 0          | 5         | 8         | 1           | 0          | 32       | 16    | 4           | 0          |
| Elias Bördner           | 1        | 0       | 0           | 0          | 0         | 0         | 0           | 0          | 1         | 0         | 0           | 0          | 2        | 0     | 0           | 0          |
| Daniel Buballa          | 2        | 0       | 0           | 0          | 1         | 0         | 0           | 0          | 2         | 0         | 0           | 0          | 5        | 0     | 0           | 0          |
| Lars Dietz              | 28       | 1       | 6           | 1 GR       | 0         | 0         | 0           | 0          | 4         | 0         | 2           | 0          | 32       | 1     | 8           | 1          |
| Florian Engelhardt1–18  | 0        | 0       | 0           | 0          | 0         | 0         | 0           | 0          | 0         | 0         | 0           | 0          | 0        | 0     | 0           | 0          |
| Moritz Fritz            | 32       | 0       | 10          | 0          | 1         | 0         | 0           | 0          | 2         | 1         | 0           | 0          | 35       | 1     | 10          | 0          |
| Christoph Greger        | 22       | 0       | 5           | 1 GR       | 1         | 0         | 0           | 0          | 2         | 0         | 0           | 1          | 25       | 0     | 5           | 2          |
| Simon Handle            | 36       | 4       | 3           | 0          | 1         | 0         | 0           | 0          | 3         | 0         | 0           | 0          | 40       | 4     | 3           | 0          |
| Florian Heister         | 12       | 0       | 1           | 0          | 1         | 0         | 0           | 0          | 2         | 0         | 0           | 0          | 15       | 0     | 1           | 0          |
| Benjamin Hemcke1–17     | 1        | 0       | 0           | 0          | 0         | 0         | 0           | 0          | 0         | 0         | 0           | 0          | 1        | 0     | 0           | 0          |
| Ben Hompesch1–6         | 0        | 0       | 0           | 0          | 0         | 0         | 0           | 0          | 0         | 0         | 0           | 0          | 0        | 0     | 0           | 0          |
| Seok-ju Hong            | 15       | 2       | 1           | 0          | 0         | 0         | 0           | 0          | 4         | 0         | 0           | 0          | 19       | 2     | 1           | 0          |
| Ben Klefisch1–20        | 0        | 0       | 0           | 0          | 0         | 0         | 0           | 0          | 1         | 0         | 0           | 0          | 1        | 0     | 0           | 0          |
| Patrick Koronkiewicz    | 35       | 4       | 5           | 1 GR       | 1         | 0         | 0           | 0          | 3         | 0         | 1           | 0          | 39       | 4     | 6           | 1          |
| David Kubatta           | 1        | 0       | 0           | 0          | 0         | 0         | 0           | 0          | 0         | 0         | 0           | 0          | 1        | 0     | 0           | 0          |
| Kevin Lankford          | 24       | 1       | 0           | 0          | 0         | 0         | 0           | 0          | 4         | 1         | 0           | 0          | 28       | 2     | 0           | 0          |
| Jeremias Lorch          | 2        | 0       | 0           | 0          | 0         | 0         | 0           | 0          | 0         | 0         | 0           | 0          | 2        | 0     | 0           | 0          |
| Luca Marseiler          | 24       | 2       | 1           | 0          | 0         | 0         | 0           | 0          | 5         | 1         | 0           | 0          | 29       | 3     | 1           | 0          |
| Niklas May              | 30       | 0       | 6           | 0          | 1         | 0         | 0           | 0          | 3         | 0         | 0           | 0          | 34       | 0     | 6           | 0          |
| Luca de Meester         | 0        | 0       | 0           | 0          | 0         | 0         | 0           | 0          | 0         | 0         | 0           | 0          | 0        | 0     | 0           | 0          |
| Robin Meißnerab 2       | 37       | 12      | 1           | 0          | 1         | 0         | 0           | 0          | 5         | 0         | 0           | 0          | 43       | 12    | 1           | 0          |
| Federico Palacios       | 5        | 0       | 0           | 0          | 1         | 0         | 0           | 0          | 1         | 0         | 0           | 0          | 7        | 0     | 0           | 0          |
| David Philipp           | 26       | 4       | 6           | 0          | 1         | 0         | 0           | 0          | 4         | 1         | 1           | 0          | 31       | 5     | 7           | 0          |
| Kevin Rauhut            | 1        | 0       | 0           | 0          | 0         | 0         | 0           | 0          | 0         | 0         | 0           | 0          | 1        | 0     | 0           | 0          |
| Marcel Risse            | 26       | 3       | 3           | 0          | 1         | 0         | 0           | 0          | 3         | 0         | 1           | 0          | 30       | 3     | 4           | 0          |
| Hamza Saghiri           | 32       | 0       | 4           | 0          | 1         | 0         | 0           | 0          | 3         | 0         | 0           | 0          | 36       | 0     | 4           | 0          |
| Michael Schultzab 18    | 16       | 0       | 5           | 0          | 0         | 0         | 0           | 0          | 3         | 0         | 0           | 0          | 19       | 0     | 5           | 0          |
| Jamil Siebert           | 30       | 2       | 7           | 0          | 1         | 0         | 0           | 0          | 3         | 1         | 1           | 0          | 34       | 3     | 8           | 0          |
| Patrick Sontheimer      | 36       | 3       | 12          | 0          | 1         | 0         | 0           | 0          | 5         | 1         | 2           | 0          | 42       | 4     | 14          | 0          |
| Simon Stehle            | 28       | 4       | 2           | 0          | 1         | 0         | 0           | 0          | 3         | 0         | 1           | 0          | 32       | 4     | 3           | 0          |
| Ben Voll                | 36       | 0       | 0           | 0          | 1         | 0         | 0           | 0          | 4         | 0         | 0           | 0          | 41       | 0     | 0           | 0          |
| Mike Wunderlichab 18    | 20       | 4       | 3           | 0          | 0         | 0         | 0           | 0          | 3         | 0         | 0           | 0          | 23       | 4     | 3           | 0          |

### Zuschauerzahlen

#### 3. Liga
| Stadion                   | Kapazität | Zuschauer | pro Spiel | Aus- lastung | absolvierte Heimspiele | Trikotsponsor | Ärmelsponsor    | Rückensponsor                         | Ausstatter    |
| ------------------------- | --------- | --------- | --------- | ------------ | ---------------------- | ------------- | --------------- | ------------------------------------- | ------------- |
| Sportpark Höhenberg       | 8.343     | 063.858   | 003.361   | 040,28 %     | 19/19                  | ETL           | Wintec Autoglas | Vereint! (Stiftung der PSD Bank West) | Capelli Sport |
| Stand: Saisonende 2022/23 |           |           |           |              |                        |               |                 |                                       |               |

#### DFB-Pokal
| RheinEnergieSTADION       | 50.000 | 050.000 | 0100 % | 1/1 | ETL | Wintec Autoglas | Capelli Sport |
| Stand: Saisonende 2022/23 |        |         |        |     |     |                 |               |